# Krzesinki
Krzesinki – niewielka południowo-wschodnia część Poznania w obrębie osiedla samorządowego Szczepankowo-Spławie-Krzesinki. Położona jest między Krzesinami a Spławiem.
Jako wieś znane od 1225. Powstały na północnym brzegu Krzesinki i dotąd nie zmieniły lokalizacji, w odróżnieniu od pobliskich Krzesin i Garaszewa.
Wieś duchowna, własność komandorii joannitów w Poznaniu pod koniec XVI wieku leżała w powiecie poznańskim województwa poznańskiego. 
Zabudowania Krzesinek to przede wszystkim domy jednorodzinne z lat 60. i 70. XX wieku oraz drobne hale i magazyny przemysłowe. Skupiają się one przy ul. Świątniczki, Ostrowskiej, Zawiertowskiej i Siewierskiej. Znaczną część zajmują jednak tereny rolnicze: pola oraz ogródki działkowe. Przez dzielnicę przebiega tzw. Trasa Katowicka, czyli droga nr 11 (Poznań – Bytom).

## Komunikacja
Krzesinki obsługiwane są przez następujące linie autobusowe na zlecenie ZTM Poznań:
- linie dzienne[4]
  -  154 Franowo ↔ Spławie – wybrane kursy do Krzesin
  -  162 Krzesiny → Rondo Rataje
  -  196 Rondo Rataje → Krzesiny (odwrotność trasy linii 162)
- linie nocne[5]
  -  220 Rondo Rataje → Spławie
- linie podmiejskie[4]
  -  512 Franowo ↔ Borówiec/Szkoła